# ژرژ بیدو
ژرژ بیدو (فرانسوی: Georges Bidault‎؛ زاده ۵ اکتبر ۱۸۹۹ – درگذشته ۲۷ ژانویهٔ ۱۹۸۳) یک سیاست‌مدار اهل فرانسه بود.